# Nil Błękitny (prowincja)
Nil Błękitny (arab. النيل الأزرق An-Nil al-azraq, An-Nil al-Azrak) – prowincja we wschodnim Sudanie. W latach 1991–1994 nosiła nazwę al-Wusta (الوسطى, pl. Centralny).
W jej skład wchodzi 5 dystryktów, ludność według spisu w 2008:
1. Ad-Damazin (209 014)
2. Ar-Rusajris (211 570)
3. Geissan (86 603)
4. Bau (125 932)
5. Al-Kurumik (107 922)